# 陳南郡
陳南郡，中国南北朝时设置的郡。
南朝梁大通二年（528年）设置陳南郡，和西恒农郡同治一城，属陈州。治所在胡城（今安徽省阜阳市西）。太清三年（549年）被东魏占领，北齐废陳南郡，地入陈留郡陈留县。